# Bonito de Minas
Bonito de Minas est une municipalité brésilienne de l'État du Minas Gerais et la microrégion de Januária.